# Motor Industry Research Association
Pour les articles homonymes, voir Mira.
Le MIRA Ltd, également connu sous la dénomination Motor Industry Research Association est une Limited company basée près de Nuneaton à Hinckley and Bosworth, dans le Leicestershire au Royaume-Uni. Elle fait commerce de services dans l'ingénierie, la recherche, les essais, l'information et la certification dans le secteur automobile.

## Historique
La compagnie est fondée en 1946, en grande partie grâce au financement du gouvernement. Elle est implantée à la jonction des routes A5 et A444 où elle emploie près de cinq cents salariés. Le MIRA possède également une antenne à Basildon dans l'Essex. Les origines du MIRA remontent à 1898 à la création du Cycle Engineers' Institute (CEI), qui devient en 1906 l'Incorporated Institution of Automobile Engineers (IAE) et en 1946, l'IAE devient la branche automobile de l'Institution of Mechanical Engineers (IMechE). L'IAE et la Society of Motor Manufacturers and Traders sont les deux principales entreprises à l'origine de la création du MIRA.

## Compétences
Après la Seconde Guerre mondiale, l'industrie automobile britannique est en difficultés pour exporter dans les pays où, autrefois, elle commercialisait ses modèles avec plus de facilité. Le gouvernement du Royaume-Uni décide de regrouper l'ensemble des compétences sur un seul site, pour réduire les coûts, faciliter la découverte de nouvelles technologies et permettre à tous les constructeurs d'avoir accès aux mêmes compétences. Les principaux constructeurs britannique sont alors installées près de Birmingham et sont Vauxhall dont les usines sont situées à Luton et Ford qui fabrique dans ses usines de Dagenham. Le Motor Industry Research institution est dirigé par le Dr Albert Fogg, qui deviendra plus tard British Leyland, choisit un site pour mieux se rendre disponible auprès de ces deux compagnies. Le site devient accessible aux compagnies membres du MIRA en 1948 et les services proposés alors consistent à des séries d'essais sur une piste désaffectée, sous la direction du Dr Fogg et du Professeur Robert MacMillan. Ce dernier prend la succession de Fogg en 1964.

## Sécurité
Le Motor Industry Research Association accompagne la montée de l'intérêt pour la sécurité, qui commence à être mise en avant par le Ministre de la Technologie britannique, Tony Benn. En 1968, le MIRA ouvre un centre d'essais pour les crash-tests. Ces tests, à 30 milles par heure (48 km/h), sont récemment devenus obligatoires pour les voitures vendues aux États-Unis. La piste de crash-tests du MIRA devient la plus grande du Royaume-Uni. Elle remplace un système compliqué de portes qui ne permettaient de contrôler la voiture qu'au moyen de commandes radios depuis un véhicule suivant celui utilisé pour les essais.

## Organisation commerciale
Depuis 1975, les modalités de financement pour appartenir à l'organisation sont passées d'une cotisation à une taxe pour les entreprises. Actuellement, le site dispose d'environ 110 millions de £ d'équipements pour les essais. Le 4 juillet 2001, l'organisation devient le MIRA Ltd et depuis, elle est devenue redevable de l'impôt sur les sociétés au Royaume-Uni. En mars 2003, le MIRA se porte acquéreur du Creative Automotive Design consultancy.

### L'ancien terrain d'aviation
Les terrains d'essais du MIRA recouvrent une superficie de 760 acres (308 ha) sur l'ancien aérodrome de la RAF à Lindley, nommé d'après la ferme de Lindley, réputée pour se situer en plein centre du Royaume-Uni. Jusqu'en 1971, l'aérodrome est resté ouvert au fret. Il se situe en périphérie du MIRA.

## Fonctions
Le MIRA conçoit des produits, fait des recherches, des essais, diffuse des informations et certifie dans le monde de l'automobile. Il est créé pour permettre aux compagnies britanniques d'avoir un meilleur accès à la recherche. Or, depuis que l'industrie locale est privatisée et que seule une poignée d'artisans tels Morgan Motor ou Bristol Cars survivent, le MIRA s'est ouvert à une clientèle plus internationale.